# Dares (Priester des Hephaistos)
Dares (altgriechisch Δάρης Dárēs) ist in der griechischen Mythologie ein Priester des Hephaistos in Troja sowie Vater des Phegeus und des Idaios. Die Brüder sind Teilnehmer des Trojanischen Krieges.
Im Kriegswagen stürmen die Brüder gegen die Griechen und Phegeus wirft als erster seine Lanze gegen Diomedes, des Tydeus Sohn, verfehlt ihn aber. Des Diomedes Lanze hingegen trifft ihr Ziel: In die Brust getroffen, stürzt Phegeus tot vom Wagen. Idaios flieht daraufhin mit der Hilfe des Hephaistos, der seinem greisen Priester, einem reichen und untadeligen Manne, nicht beide Söhne genommen sehen möchte.